# Olympische Winterspiele 2018/Teilnehmer (Ghana)
| Gelbes Symbol für Goldmedaillen mit stilisierten Olympischen Ringen | Graues Symbol für Silbermedaillen mit stilisierten Olympischen Ringen | Braundes Symbol für Bronzemedaillen mit stilisierten Olympischen Ringen |
| ------------------------------------------------------------------- | --------------------------------------------------------------------- | ----------------------------------------------------------------------- |
| —                                                                   | —                                                                     | —                                                                       |

Ghana nahm bei den Olympischen Winterspielen 2018 in Pyeongchang zum zweiten Mal in seiner Geschichte an Olympischen Winterspielen teil. Bei den Spielen ging mit Akwasi Frimpong, der bei der Eröffnungsfeier auch Fahnenträger war, ein Athlet im Skeleton an den Start. Er belegte in den ersten drei Läufen jeweils den letzten Platz und verpasste so die Qualifikation für den Finallauf.

## Teilnehmer nach Sportarten

### Skeleton
| Athlet          | Lauf 1  | Lauf 1 | Lauf 2  | Lauf 2 | Lauf 3  | Lauf 3 | Lauf 4        | Lauf 4        | Gesamt      | Gesamt |
| Athlet          | Zeit    | Rang   | Zeit    | Rang   | Zeit    | Rang   | Zeit          | Rang          | Zeit        | Rang   |
| --------------- | ------- | ------ | ------- | ------ | ------- | ------ | ------------- | ------------- | ----------- | ------ |
| Männer          |         |        |         |        |         |        |               |               |             |        |
| Akwasi Frimpong | 53,97 s | 30     | 54,46 s | 30     | 53,69 s | 30     | ausgeschieden | ausgeschieden | 2:42,12 min | 30     |